# Ivanovkai járás
Az Ivanovkai járás (oroszul Ивановский райо́н) Oroszország egyik járása az Amuri területen. Székhelye Ivanovka.

## Népesség
- 1989-ben 32 488 lakosa volt.
- 2002-ben 29 496 lakosa volt.
- 2010-ben 26 509 lakosa volt.